# Iulia Lobżenidze
Iulia Lobżenidze (ur. 23 sierpnia 1977 we Lwowie) – gruzińska łuczniczka.

## Życiorys
Uczestniczyła w Letnich Igrzyskach Olimpijskich w 2016. Zdobyła złoty medal na Halowych mistrzostwach świata w łucznictwie w 2003 oraz brąz w 2016 oraz Mistrzostwach świata w łucznictwie w 2003.